# Somaaliyey toosoy
Somaaliyey toosoy (somali: Somaaliyey toosoy; "Somalia, vågn op"), var fra 2000 til 2012 den somaliske nationalsang. Den blev efterfulgt af Qolobaa Calankeed, der blev adopteret som den nye nationalsang i 2012.

## Historie
Soomaaliyeey toosoo er en velkendt Somali-sang der stammer tilbage fra 1940'erne. Ifølge den somaliske regering blev den skrevet af Ali Mire Awale i 1947. Dog er der andre kilder der siger at sangen blev skrevet af Awale og Yusuf Haji Adan sometime in the 1940s.
Sangen blev sunget på uafhængighedsdagen d. 1. juli, 1960, og blev regelmæssigt sunget af skolebørn om morgenen. Soomaaliyeey toosoo blev officielt adopteret som nationalsang i 2000.
I august 2012, efter at somalias nye forfatning blev godkendt så blev Soomaaliyey toosoo erstattet af Qolobaa Calankeed som nationalsang.

## Tekst
| Originale tekst på Somali (1947) |
| --- |
| Soomaaliyeey toosoo Toosoo isku tiirsada ee Hadba kiina taagdaranee Taageera waligiinee Idinkaysu tookhaayoo Idinkaysu taamaayee Aadamuhu tacliin barayoo Waddankiisa taamyeeloo Sharcigaa isku kiin tolayoo Luuqadaa tuwaaxid ahoo Arligiina taaka ahoo Kuma kala tegeysaan oo Tiro ari ah oo dhaxalaa Sideed laydin soo tubayoo Ninba toban la meel marayoo Cadowgiin idiin talin oo Tuldo geel ah oo dhacan baad Toogasho u badheedhanee Ma dhulkaas dhanee tegeybaan Ninna dhagax u tuurayn Qaran aan hubkuu tumayo Tooreyda dhaafayn Oo aan taar samayn karin Uur kutaallo weynaa Hadba waxaan la taahaayoo Togagga uga qaylshaa Nin dalkiisii cadow taaboo U tol waayey baan ahayee Hadba waxaan laa ooyaayoo Oo ilmadu iiga qubaneysaa Iqtiyaar nin loo diidoo La addoon sadaan ahayee |